# Cheyletiellose
Cheyletiellose ist eine parasitäre Erkrankung der Haut, die vor allem bei Hasenartigen und Raubtieren vorkommt, aber auch den Menschen befallen kann. Sie wird durch Milben der Gattung Cheyletiella hervorgerufen. Beim Menschen zeigt sie sich als stark juckendes Ekzem, dessen Ursache wegen der nur sehr kleinen Milben und der Seltenheit häufig nicht sofort erkannt wird.

## Erreger

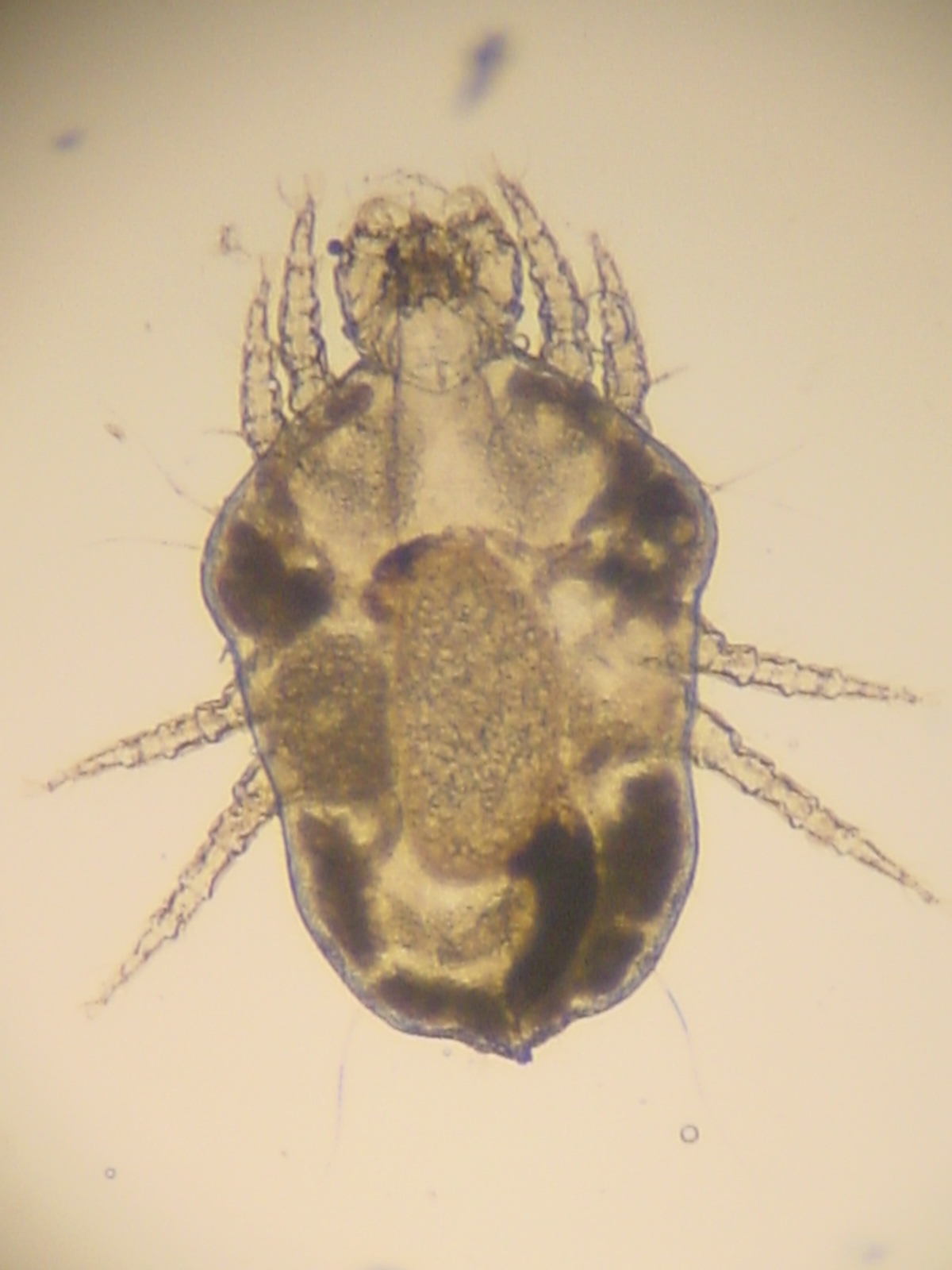
Cheyletiella ssp.

Die Milben sind bis zu 0,4 mm groß, haben vier Beinpaare und leben auf dem Wirt, ohne ihn durch Zwischenstadien zu verlassen, so dass der gesamte Entwicklungszyklus auf dem betroffenen Tier abläuft. Er dauert etwa drei Wochen. Die Ansteckung erfolgt durch direkten oder indirekten Kontakt. Außerhalb des Wirtes können weibliche Milben bis zu 10 Tage überleben, Larven und Nymphen sterben dagegen schnell ab. Cheyletiellen haben ein eher breites Wirtsspektrum. Auch wenn die einzelnen Raubmilbenarten auf einigen Wirten bevorzugt vorkommen, ist die Wirtsspezifität nicht sehr hoch. Sie können vorübergehend auch den Menschen infizieren.
| Art                                       | Hauptwirt(e)                          |
| ----------------------------------------- | ------------------------------------- |
| Cheyletiella blakei (Smiley, 1970)        | Katzen, Füchse, Mensch                |
| Cheyletiella parasitivorax (Mégnin, 1878) | Kaninchen, Katzen, Silberfuchs, Hunde |
| Cheyletiella strandtmanni (Smiley, 1970)  | Hasen                                 |
| Cheyletiella yasguri (Smiley, 1965)       | Hunde, Katzen (selten), Mensch        |

## Klinik

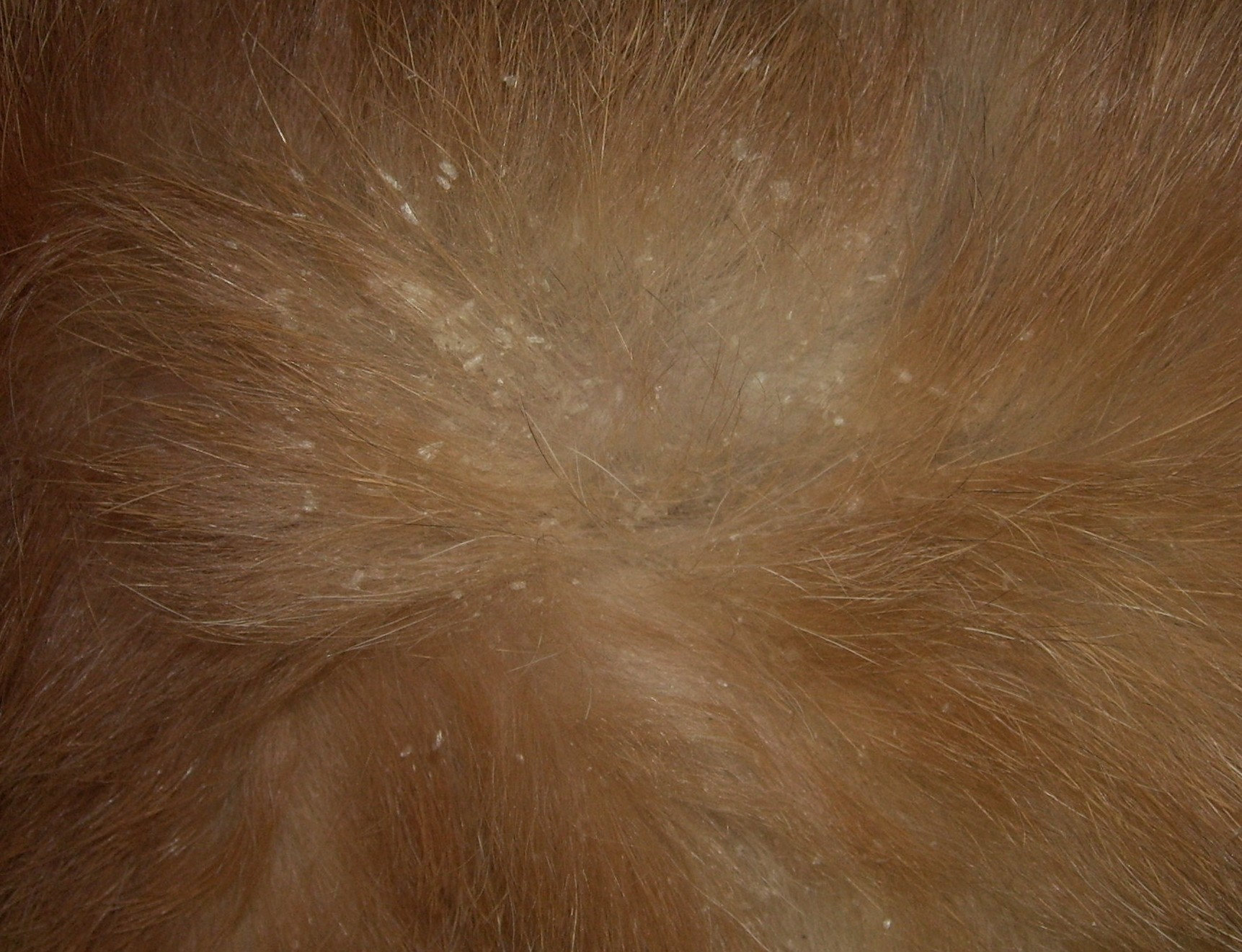
Typisches Bild der Cheyletiellose bei einem Kaninchen

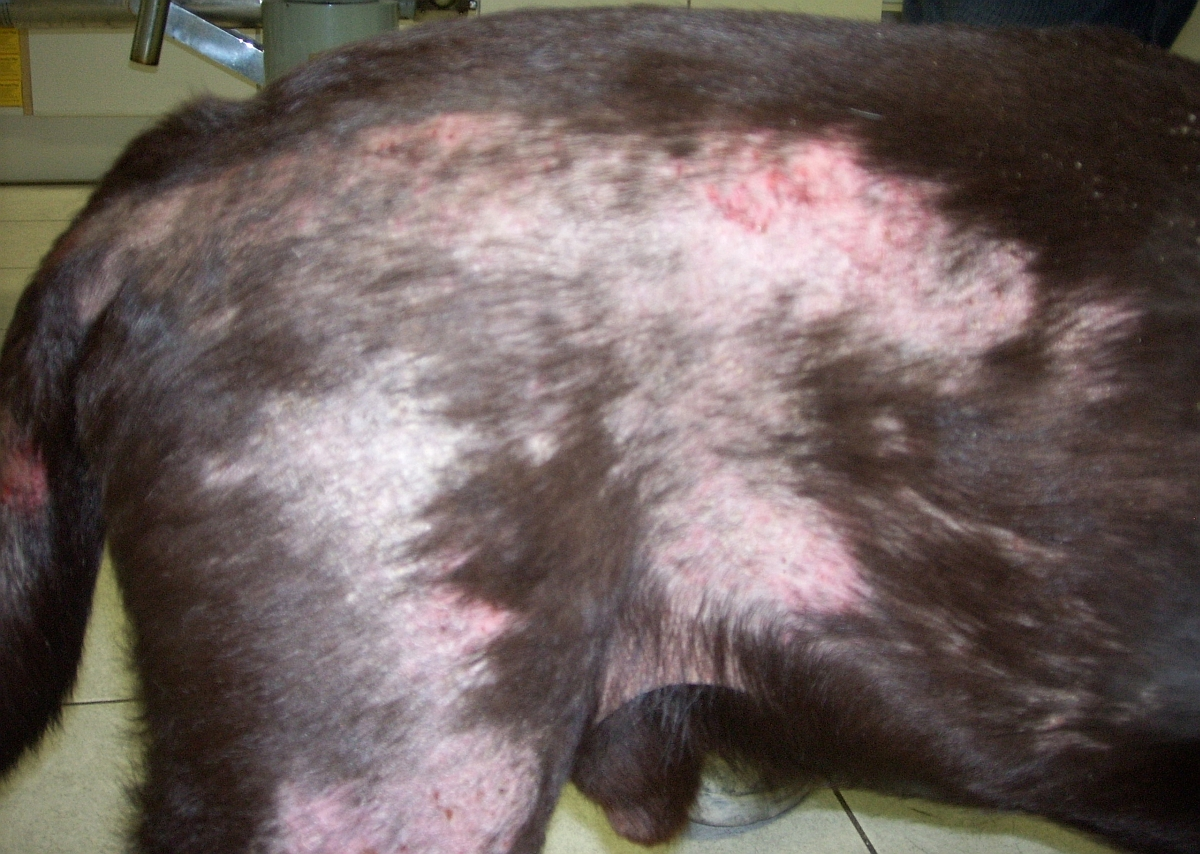
Cheyletiellose bei einem Hund: Die hochgradigen Hautveränderungen sind eher untypisch und Folge der durch Juckreiz hervorgerufenen Selbstverletzungen.

Eine Cheyletiellose ist hochansteckend und spielt vor allem in größeren Haltungen (Zuchten, Zoofachhandel) eine größere Rolle.
Da sich Cheyletiellen vorwiegend von Hautsekreten und anderen harmlosen Hautbewohnern ernähren, kann der Befall auch symptomlos bleiben. Vor allem bei Jungtieren können typische kleine trockene Schuppen mit oder ohne Juckreiz auftreten. Bei Katzen kann eine miliare Dermatitis auftreten. Bei Juckreiz können durch Selbstverletzung auch schwerere Hautveränderungen entstehen. Menschen kann die Krankheit auch befallen und dabei heftige Veränderungen in Form juckender Papeln am Bauch oder den Armen auslösen, die aber ohne weiteren Kontakt mit infizierten Tieren nach etwa drei Wochen abheilen.
Schon bei geringer Vergrößerung sind die weißen Milben und die an den Haaren haftenden Nissen gut sichtbar. Da die Milben sehr beweglich sind und auf der Hautoberfläche leben, eignet sich zum Nachweis vor allem ein Abklatschpräparat mit einem durchsichtigen Klebestreifen, das anschließend mikroskopisch untersucht wird.
Zur Bekämpfung können akarizid wirkende Stoffe, wie Pyrethroide, Ivermectin, Selamectin oder Doramectin, eingesetzt werden.